# M7 (mina)
M7 – amerykańska mina przeciwtransportowa. Skonstruowana w czasie II wojny światowej. Obecnie wycofana z uzbrojenia armii amerykańskiej, ale nadal używana w krajach trzeciego świata.
Mina M7 była produkowana w trzech wersjach różniących się zastosowanym zapalnikiem:
- M7 – z zapalnikiem chemicznym M600
- M7A1 – z zapalnikiem chemicznym M601
- M7A2 – z zapalnikiem mechanicznym M602

Wszystkie typy zapalników powodowały eksplozję miny pod naciskiem 63-109 kg.